# Rhenium(VI)-chlorid
Rhenium(VI)-chlorid (auch Rheniumhexachlorid) ist eine anorganische Verbindung. Es handelt sich um einen dunklen paramagnetischen Feststoff. Die Moleküle weisen eine oktaedrische Struktur wie bei Wolfram(VI)-chlorid auf.

## Herstellung
Rhenium(VI)-chlorid wurde erstmals 1962 synthetisiert. Durch Behandlung von Rheniummetall in einer Chlor-Atmosphäre bei 600 °C wurde ein dunkler Feststoff erhalten, aus dem ReCl6 durch Destillation in einem Chlorstrom isoliert wurde. Später wurde ReCl6 auch durch Reaktion zwischen Rheniumhexafluorid und Bortrichlorid im Überschuss gewonnen:
{\displaystyle {\ce {ReF6 + 2 BCl3 -> ReCl6 + 2 BF3}}} bzw.
{\displaystyle {\ce {2 ReF6 + 6 BCl3 -> ReCl6 + 6 BF2Cl}}}
Hierbei entstehen als Nebenprodukt Bortrifluorid oder Chlor(difluor)boran.

## Struktur und Eigenschaften
Unter Standardbedingungen ist Rhenium(VI)-chlorid ein Feststoff, der nadelförmige Kristalle bildet, die im Durchlicht bräunlich-rot und im Auflicht dunkelgrün sind. Die Kristalle schmelzen bei Temperaturen von wenigen Grad über Raumtemperatur zu einer dunkelbräunlichen Flüssigkeit, die sich bei sehr geringer Erwärmung zu einem grünen Dampf verflüchtigt.
Rhenium(VI)-chlorid ist eine molekulare Verbindung. Das ReCl6-Molekül weist eine oktaedrische Geometrie auf. Messungen des magnetisches Dipolmoments zeigen, dass zwischen 105 und 294 K ein ungepaartes Elektron vorhanden ist, was mit der Elektronenkonfiguration 5d1 übereinstimmt.

## Reaktionen
Es ist bei Raumtemperatur instabil; es bildet unter Eliminierung von Dichlor Rhenium(V)-chlorid:
{\displaystyle {\ce {2 ReCl6 -> [ReCl5]2 + Cl2}}}
In einer Chlor- oder Stickstoffatmosphäre ist ReCl6 hingegen stabil. Beim Erhitzen entsteht schon in Gegenwart geringster Mengen von Sauerstoff Rhenium(VI)-oxidtetrachlorid, ReOCl4; beim Erhitzen in einer Sauerstoffatmosphäre Rhenium(VII)-trioxidchlorid, ReO3Cl. In Wasser hydrolysiert ReCl6 und disproportioniert zu Rhenium(IV)-oxid ReO2 und Perrhenat ReO4−.